# William Somervile

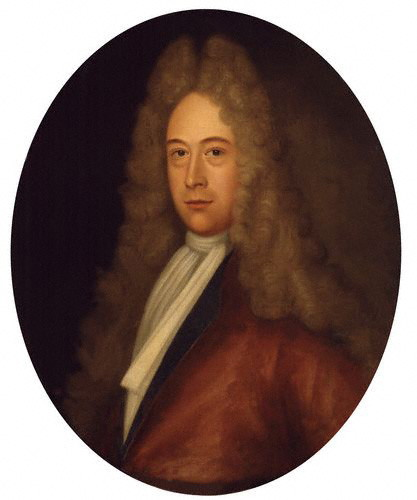
William Somervile. Stahlstich von William Henry Worthington nach John Thurston, wahrscheinlich um 1820

William Somervile (* 2. September 1675 in Edstone in der Gemeinde Wootton, Staffordshire; † 19. Juli 1742 ebenda) war ein britischer Dichter. Bekanntheit erlangte er vor allem durch das Georgica The Chase (auch: The Chace, deutsch die Jagd), ein Poem, in dem die Kunst des Sports, die Kameradschaft und die Eleganz der Jagd miteinander verschmelzen.

## Familie und Neigungen
Die Somerviles gehören der Adelsfamilie Lord Somervilles an, die in Edstone, etwa 15 Meilen südlich von Birmingham, ihren Landsitz hatten, der eine Schenkung Edward IV. sei. Der Ururgroßvater von William soll nach dessen Rückzug von der Bühne eng mit William Shakespeare befreundet gewesen sein. Seine Eltern hießen Robert und Elisabeth und hatten die drei Söhne William, Robert und Edward sowie zwei Töchter. Mütterlicherseits lässt sich über die Großelterngeneration hinaus die Familie weit besser verfolgen als väterlicherseits.
Offensichtlich wurde sein Geburtsdatum im Laufe der Geschichte mehrfach falsch wiedergegeben, so sind die Jahre 1693 und auch 1677 für seine Geburt ebenfalls im Umlauf gewesen. Laut Aufzeichnungen des New College (Oxford) war er 1690 mit 13 Lebensjahren in der 4. Klasse.: S. vii Für den 7. Dezember 1710 ist sein Abschluss Bachelor Cum laude am New College nachweisbar. Er war verheiratet mit Mary, Tochter von Hugh Bethel aus Yorkshire, die vor ihm starb, und hinterließ keine Nachkommen.: S. x
Nach der regulären Schulausbildung studierte er in den Jahren 1694 bis 1704 am New College. Anschließend lebte er bis zu seinem Tod bei seiner Schwester auf dem Familiensitz in Edstone. Seine Hauptbeschäftigung dort war die Jagd, die er während der Ferienzeiten seiner Schul- und Studienjahre trainiert und perfektioniert hatte. Aufgrund der ausführlichen Beschreibungen in seinem literarischen Werk wird vermutet, dass die Hasenjagd sein „Lieblingssport“ war. Seinem Gestüt gehörten bis zu vier Pferde an.: S. viii–ix Zu der weiteren Beschäftigung, der Somervile nachging, hieß es in einem Sporting Magazine vom Februar 1832: „Er hielt etwa zwölf Beagle-Paare, die hauptsächlich aus einer Kreuzung zwischen dem kleinen Cotswold Harrier und dem Southern Hound stammten, sechs Paare eher rauer, drahthaariger Foxhounds und fünf Paare Otterhounds, die in der Wintersaison die Foxhounds ergänzten.“: S. viii
|  |                                          |  |  |  |  |  |  |  |  |  |  |  |  |  |  |  |
|  | Sir William Somerville (1587–1628)       |  |  |  |  |  |  |  |  |  |  |  |  |  |  |  |
|  |                                          |  |  |  |  |  |  |  |  |  |  |  |  |  |  |  |
|  |                                          |  |  |  |  |  |  |  |  |  |  |  |  |  |  |  |
|  | William Somerville (* 1628)              |  |  |  |  |  |  |  |  |  |  |  |  |  |  |  |
|  |                                          |  |  |  |  |  |  |  |  |  |  |  |  |  |  |  |
|  |                                          |  |  |  |  |  |  |  |  |  |  |  |  |  |  |  |
|  | Cecilia Shirley                          |  |  |  |  |  |  |  |  |  |  |  |  |  |  |  |
|  |                                          |  |  |  |  |  |  |  |  |  |  |  |  |  |  |  |
|  |                                          |  |  |  |  |  |  |  |  |  |  |  |  |  |  |  |
|  | Robert Somerville of Edstone (1648–1705) |  |  |  |  |  |  |  |  |  |  |  |  |  |  |  |
|  |                                          |  |  |  |  |  |  |  |  |  |  |  |  |  |  |  |
|  |                                          |  |  |  |  |  |  |  |  |  |  |  |  |  |  |  |
|  | Sir Robert Tracy                         |  |  |  |  |  |  |  |  |  |  |  |  |  |  |  |
|  |                                          |  |  |  |  |  |  |  |  |  |  |  |  |  |  |  |
|  |                                          |  |  |  |  |  |  |  |  |  |  |  |  |  |  |  |
|  | Anne Tracy (1631–1704)                   |  |  |  |  |  |  |  |  |  |  |  |  |  |  |  |
|  |                                          |  |  |  |  |  |  |  |  |  |  |  |  |  |  |  |
|  |                                          |  |  |  |  |  |  |  |  |  |  |  |  |  |  |  |
|  | Bridget Lyttelton                        |  |  |  |  |  |  |  |  |  |  |  |  |  |  |  |
|  |                                          |  |  |  |  |  |  |  |  |  |  |  |  |  |  |  |
|  |                                          |  |  |  |  |  |  |  |  |  |  |  |  |  |  |  |
|  | William Somervile                        |  |  |  |  |  |  |  |  |  |  |  |  |  |  |  |
|  |                                          |  |  |  |  |  |  |  |  |  |  |  |  |  |  |  |
|  |                                          |  |  |  |  |  |  |  |  |  |  |  |  |  |  |  |
|  | Sir Robert Wolseley                      |  |  |  |  |  |  |  |  |  |  |  |  |  |  |  |
|  |                                          |  |  |  |  |  |  |  |  |  |  |  |  |  |  |  |
|  |                                          |  |  |  |  |  |  |  |  |  |  |  |  |  |  |  |
|  | Sir Charles Wolseley (1630–1714)         |  |  |  |  |  |  |  |  |  |  |  |  |  |  |  |
|  |                                          |  |  |  |  |  |  |  |  |  |  |  |  |  |  |  |
|  |                                          |  |  |  |  |  |  |  |  |  |  |  |  |  |  |  |
|  | Mary Wroughton                           |  |  |  |  |  |  |  |  |  |  |  |  |  |  |  |
|  |                                          |  |  |  |  |  |  |  |  |  |  |  |  |  |  |  |
|  |                                          |  |  |  |  |  |  |  |  |  |  |  |  |  |  |  |
|  | Elizabeth Wolseley (1655–1742)           |  |  |  |  |  |  |  |  |  |  |  |  |  |  |  |
|  |                                          |  |  |  |  |  |  |  |  |  |  |  |  |  |  |  |
|  |                                          |  |  |  |  |  |  |  |  |  |  |  |  |  |  |  |
|  | William Fiennes                          |  |  |  |  |  |  |  |  |  |  |  |  |  |  |  |
|  |                                          |  |  |  |  |  |  |  |  |  |  |  |  |  |  |  |
|  |                                          |  |  |  |  |  |  |  |  |  |  |  |  |  |  |  |
|  | Ann Fiennes (1631–1704)                  |  |  |  |  |  |  |  |  |  |  |  |  |  |  |  |
|  |                                          |  |  |  |  |  |  |  |  |  |  |  |  |  |  |  |
|  |                                          |  |  |  |  |  |  |  |  |  |  |  |  |  |  |  |
|  | Elizabeth Temple                         |  |  |  |  |  |  |  |  |  |  |  |  |  |  |  |
|  |                                          |  |  |  |  |  |  |  |  |  |  |  |  |  |  |  |
|  |                                          |  |  |  |  |  |  |  |  |  |  |  |  |  |  |  |

Während seiner akademischen Ausbildung zeigte Somervile zunächst keine Neigung, literarisch tätig zu werden, und es gab keine Hinweise auf sein Talent. Es waren eher kurze Verse, die er zu Papier brachte. Entsprechend der Mode der Zeit huldigte er den Helden, die er unterschiedlichen Personen widmete, allesamt hochstehende Herrscher und Feldherren.: S. ix
Das Wohnhaus von Somervile, Edstone, war am Ende des 19. Jahrhunderts durch ein anderes Gebäude ersetzt worden, doch blieb das in Stein gemeißelte Wappen der Familie erhalten, war in die Mauer des Nachfolgebaus eingefügt worden und erinnert so an diesen Zeitabschnitt.: S. ix
William Somervile gehörte dem sogenannten Warwickshire-Klüngel (Warwickshire coterie) an, einem Dichterkreis, zu dem um William Shenstone herum neben Somervile auch der Schriftsteller Richard Jago und Lady Luxborough Henrietta Knight sowie John Scott Hylton, John Pixell und weitere angehörten. Er diente über etwa 20 Jahre dazu, sich gegenseitig zu bestärken und zu kritisieren und die literarische Wirkung der Werke zu diskutieren. Roger Lonsdale (1934–2022) verweist auf die unausgewogene Beziehung zwischen Shenstone und der „unausgeglichenen“ Henrietta Knight. Kurz vor ihrem Tod im Jahr 1756 ging die Freundschaft zwischen Shenstone und Henrietta Knight zu Ende.
Seine Gastfreundschaft brachte Somervile in seinen letzten Lebensjahren in finanzielle Schwierigkeiten, weil er seine Gewohnheit, großzügig Geld auszugeben, bei kleiner werdender Kassenlage nicht ablegen konnte. Für seine Mutter, die ihr 90. Lebensjahr erreichte, wurde von ihm zu Lebzeiten eine Regelung mit seinem Onkel getroffen, ihr nach dem Ableben ihres Sohnes eine Leibrente von 600 Pfund zu zahlen, die durch Erträge seiner beiden Anwesen erwirtschaftet wurden. Trotz aller Vorsorge konnte er sich „nicht vor einer Trinksucht schützen, die er sich wegen dieser Nöte auferlegt hatte“, und davor, wie William Shenstone über ihn schrieb, „sich mit Alkohol zu betäuben, um die Schmerzen der Seele zu lindern“. Er wurde auf dem Friedhof von Wootton beigesetzt: S. x

## The Chace

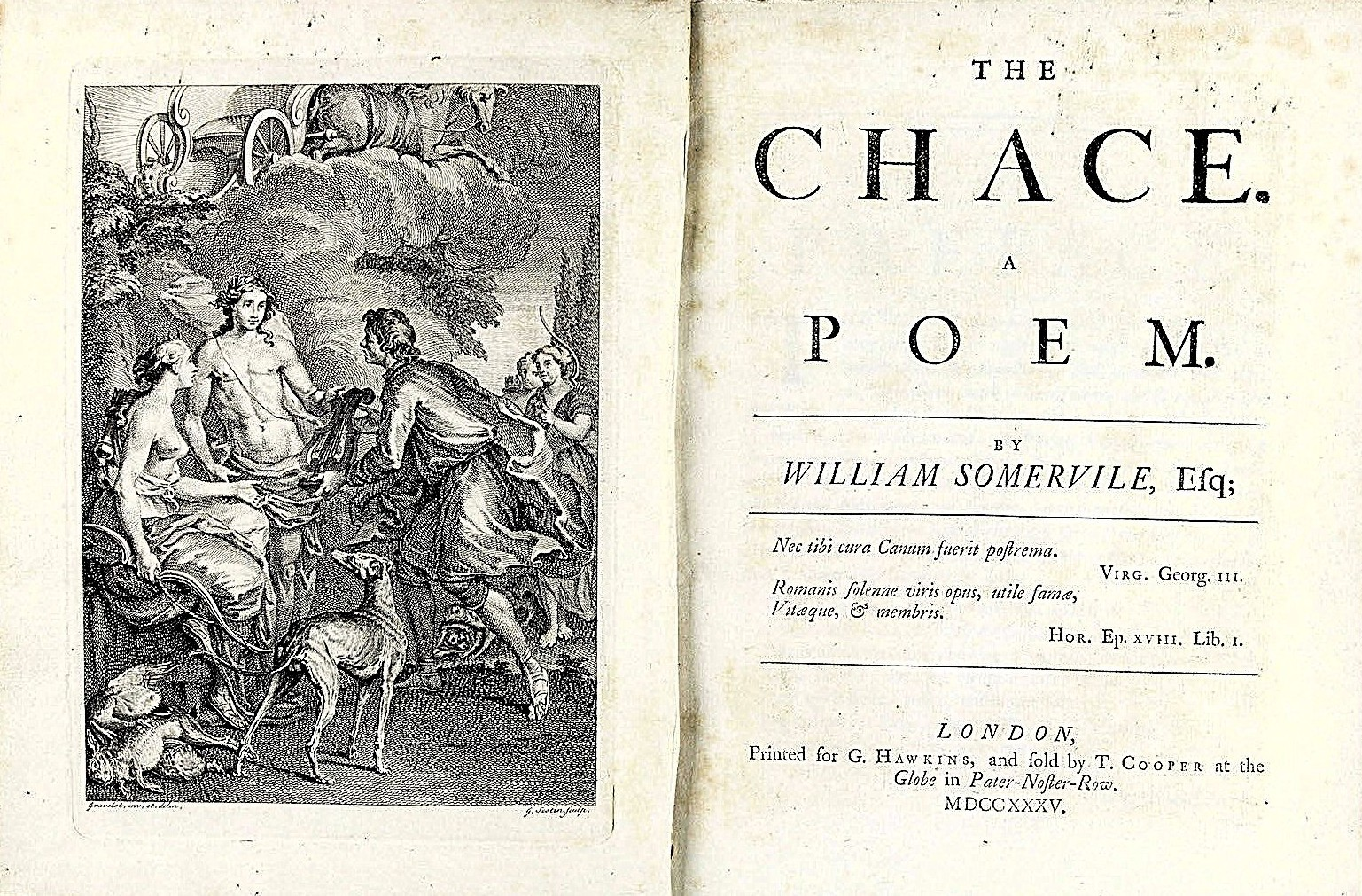
Titelseite und Frontispiz von The Chase, 1735

Eine Erstveröffentlichung mit Gelegenheitsgedichten erfolgte 1727, doch erst The Chase brachte 1735 den Durchbruch und machte ihn berühmt. Noch im selben Jahr veröffentlichte er eine zweite und dritte Ausgabe dazu. Eine vierte und fünfte Ausgabe erschien 1757, die sechste 1773 und eine weitere – mit Illustrationen von Thomas Bewick – 1796. Im darauffolgenden Jahrhundert wurde sie mehrfach nachgedruckt.: S. viii

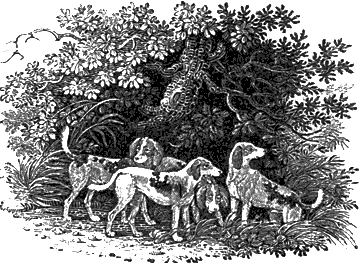
Illustration aus The Chase, 1802

The Chase ist eine Auseinandersetzung mit der Jagd, in der Kunst und Sport miteinander verschmelzen und die Kameradschaft und Eleganz der Jagd betont werden. Das Gedicht verbindet praktische Ratschläge für Jäger mit poetischen Beschreibungen der Landschaft und der Tiere, die an der Jagd beteiligt sind, und offenbart eine Wertschätzung für die Natur und den Sport. Zu Beginn von The Chase führt der Autor in die Themen und die Bedeutung der Jagd ein und wendet sich dabei an ein königliches Publikum. Er reflektiert über die Ursprünge der Jagd und ihre Entwicklung im Laufe der Zeit, beschreibt ihre Bedeutung für die Gesellschaft und den Charakter derer, die sie ausüben. In diesem einleitenden Abschnitt legt Somerville seinen Erzählton fest, indem er historische Beispiele der Jagd anführt und Naturwahrnehmungen anbietet, die die Erfahrung über den reinen Sport hinaus erheben und sie als Spiegelbild von Tapferkeit und Zivilisation erscheinen lassen.
The Chase wurde mehrfach neu illustriert, zunächst von Thomas Bewick, dem Erfinder des Holzstichs, gefolgt 1800 von Thomas Stothard, dann 1874 George William Sartorius (1759–1828) und später noch mit den „anmutigen und lebhaften Fantasie von Henry Thomson“. In seiner Werkfolge kam ferner 1742 Field Sports und 1760 Hobbinol, ein burleskes Gedicht, das dem Zeitgenossen William Hogarth gewidmet war. Die erste Gesamtausgabe seiner Werke erschien erst 1766.: S. x

“Even so severe a critic of verse as Dr. Fohnson could not refuse a considerable meed of praise to The Chase, a work undertaken, as he says, “in its author's maturer age, when his ear was improved to the approbation of blank verse. He is allowed by sportsmen,” ‘fohnson continues, “to write with great intelligence of his subject, which is the first requisite to excellence ; and though it is impossible to interest the common readers of verse in the dangers or pleasures of the chase, he has done all that transition and variety could effect; and has, with great propriety, enlarged his plan by the modes of hunting used in other countries.” _
A critic more in sympathy with Somervile’s subject — a lover of horse and hound — has recently written of the poem: ‘‘Of all books on hunting, this alone seems to describe ‘ sport’ in its true meaning, and is a great deal more correct in details than any modern books I ever read.””

„Selbst ein so strenger Kritiker von Versen wie Dr. Johnson konnte dem Werk The Chase, das, wie er sagt, "im reiferen Alter des Autors entstand, als sein Gehör für Blankverse geschult war", The Chase ein großes Lob nicht verweigern. Es ist ihm von den Sportlern erlaubt", fährt Johnson fort, "mit großer Intelligenz über sein Thema zu schreiben, was die erste Voraussetzung für Exzellenz ist; und obwohl es unmöglich ist, die gewöhnlichen Leser von Versen für die Gefahren oder Freuden der Jagd zu interessieren, hat er alles getan, was Übergang und Abwechslung bewirken konnten; und er hat, mit großem Anstand, seinen Plan durch die in anderen Ländern verwendeten Jagdarten erweitert." _
Ein Kritiker, der mehr mit Somerviles Thema sympathisiert – ein Liebhaber von Pferd und Jagdhund – hat kürzlich über das Gedicht geschrieben: Von allen Büchern über die Jagd scheint nur dieses den 'Sport' in seiner wahren Bedeutung zu beschreiben und ist in den Einzelheiten viel richtiger als alle modernen Bücher, die ich je gelesen habe.“